# Minooka
Minooka é uma vila localizada no estado americano de Illinois, no Condado de Grundy e Condado de Kendall e Condado de Will.

## Demografia
Segundo o censo americano de 2000, a sua população era de 3971 habitantes.
Em 2006, foi estimada uma população de 9718, um aumento de 5747 (144.7%).

## Geografia
De acordo com o United States Census Bureau tem uma área de
11,2 km², dos quais 11,0 km² cobertos por terra e 0,2 km² cobertos por água. Minooka localiza-se a aproximadamente 153 m acima do nível do mar.

## Localidades na vizinhança
O diagrama seguinte representa as localidades num raio de 16 km ao redor de Minooka.